# 이제 그 여자는 여기 살지 않는다
"이제 그 여자는 여기 살지 않는다"는 한국에서 제작된 차현재 감독의 1990년 영화이다. 이재희 등이 주연으로 출연하였고 차현재 등이 제작에 참여하였다.

## 출연

### 주연
- 이재희

## 기타
- 조명: 이승구
- 미술: 원기주
- 미술: 조융삼